# Herzog-Albrecht-Kaserne
Das Areal der Herzog-Albrecht-Kaserne in Münsingen war von 1915 bis März 2004 mit Unterbrechungen militärisch genutzt. 2004 wurden die Kasernengebäude abgerissen.

## Geschichte
1915 beschloss das Württembergische Kriegsministerium, ein zweites Barackenlager für den 20 Jahre zuvor angelegten Truppenübungsplatz zu bauen. Das Alte Lager befindet sich im heutigen Gutsbezirk Münsingen.
1916 später zogen 1500 Mann ins „Neue Lager“ ein. Nach dem Ersten Weltkrieg eröffnete 1929 der Schwäbische Albverein die erste Jugendherberge in Münsingen.
1936 wurde im Zuge der Aufrüstung der Wehrmacht eine Sonderabteilung (Erziehungseinheit) des Heeres der Wehrmacht auf dem Gelände untergebracht. Drei Jahre später wurde neben anderen Einheiten auch die 125. Infanterie-Division im Lager gebildet. Anfang der 1940er Jahre waren in Münsingen 2.200 Soldaten und 150 Pferde untergebracht. Ende 1943 stellte man die 4. italienische Gebirgsdivision „Monte Rosa“ des Salo-Regimes, 1944 die 600. Infanterie-Division der Wlassow-Armee in Münsingen auf.
Nach Kriegsende übernahm 1945 kurzzeitig bis etwa 1950 die französische Besatzungsmacht neben dem Truppenübungsplatz auch das Alte und Neue Lager und brachte dort Displaced Persons vorwiegend aus Polen unter.

### Neubau
1962 beschloss das Bundesverteidigungsministerium, die baufällige Barackenkaserne abzureißen und eine moderne Truppenunterkunft zu bauen. Das Panzerbataillon 303 war Anfang des Jahres in die Rommel-Kaserne in Dornstadt umgezogen. So war nur noch das Panzerbataillon 304 vor Ort. Der Neubau kostete rund 30 Millionen Mark. Am 15. Dezember 1965 wurde das Neue Lager auf den Namen Herzog-Albrecht-Kaserne getauft, nach Albrecht Herzog von Württemberg.
1977–1978 entstand gegenüber der damaligen Kaserne das Bundeswehrhallenbad, das heute unter dem Namen Hallenbad Münsingen der Stadt Münsingen gehört. 
Stationiert war dort zuletzt das Panzerbataillon 283 mit Leopard-1-Panzern und das Panzerartilleriebataillon 285 mit M109-Panzerhaubitzen, die zur Panzerbrigade 28 gehörten.

### Abriss und Neuentwicklung
Am 20. Dezember 2000 berichtete die lokale Tageszeitung Alb-Bote von der Schließung der Herzog-Albrecht-Kaserne. Erst mehrere Monate nach der Veröffentlichung des Artikels bestätigte das Verteidigungsministerium offiziell, dass das Areal bis zum 31. März 2004 aufgegeben werde.
Das letzte militärische Zeremoniell in der Kaserne fand am 31. März 2004 an der Wache statt. An diesem Tag holten die restlichen 30 Soldaten zum letzten Mal die Bundesdienstflagge ein. Damit endete die fast 90-jährige Ära der Garnison Münsingen.
Noch im selben Jahr übernahm die Stadt das 22 Hektar große Gelände und ließ alle Gebäude und Hallen abreißen. Inzwischen stehen dort ungefähr 190 neue Ein- und Zweifamilienhäuser. Zudem entstand ein ca. 1800 m² großer Spielplatz. Dieses Neubaugebiet wird in der Umgebung inzwischen auch Parksiedlung genannt. Der Straßenverlauf der Kaserne wurde beibehalten. An die ehemalige Kaserne erinnert noch die breite Herzog-Albrecht-Allee, die vormals der Hauptzugang zur Kaserne war.

## Prominente Rekruten
Auch Prominente leisteten Dienst in der Herzog-Albrecht-Kaserne:
- Horst Köhler, Bundespräsident
- Wolfgang Schneiderhan, Generalinspekteur der Bundeswehr
- Bernd Clüver, Schlagersänger
- Uwe Schneider, Fußballspieler
- Knut Kircher, Bundesliga- und FIFA-Schiedsrichter
- Torben Wosik, Tischtennis-Profi
- Florian König, TV-Moderator
- Olaf Malolepski, Sänger bei der Schlagerband Flippers
- Ken Jebsen, Journalist